# Фепен
Фепе́н (фр. Fépin) — коммуна во Франции, находится в регионе Шампань — Арденны. Департамент — Арденны. Входит в состав кантона Фюме. Округ коммуны — Шарлевиль-Мезьер.
Код INSEE коммуны — 08166.
Коммуна расположена приблизительно в 220 км к северо-востоку от Парижа, в 125 км севернее Шалон-ан-Шампани, в 28 км к северу от Шарлевиль-Мезьера.

## Население
Население коммуны на 2008 год составляло 271 человек.
| 1962 | 1968 | 1975 | 1982 | 1990 | 1999 | 2008 |
| ---- | ---- | ---- | ---- | ---- | ---- | ---- |
| 273  | 294  | 288  | 288  | 263  | 244  | 271  |

## Экономика
В 2007 году среди 168 человек в трудоспособном возрасте (15—64 лет) 119 были экономически активными, 49 — неактивными (показатель активности — 70,8 %, в 1999 году было 62,5 %). Из 119 активных работали 106 человек (67 мужчин и 39 женщин), безработных было 13 (4 мужчины и 9 женщин). Среди 49 неактивных 11 человек были учениками или студентами, 17 — пенсионерами, 21 были неактивными по другим причинам.